# Absurda Comica oder Herr Peter Squenz
Absurda Comica oder Herr Peter Squenz ist ein Schimpfspiel in drei Aufzügen von Andreas Gryphius. Erstmals wurde das Stück 1657 gedruckt, entworfen wurde es wahrscheinlich schon zwischen 1648 und 1650. Heute gehört es zu den am meisten gelesenen und gespielten deutschen Barockkomödien.

## Handlung
Erster Aufzug
Peter Squenz hat erfahren, dass der König ein Liebhaber von allerlei lustigen Tragödien ist. Deswegen ruft er eine Gruppe von Handwerkern zusammen, um eine Komödie einzustudieren. „Pyramus und Thisbe“ eine Tragödie aus Ovids Metamorphosen soll aufgeführt werden. Squenz verteilt die Rollen an die seiner Meinung nach passenden Personen.
Um vor dem König Eindruck zu schinden, erstellt Peter Squenz eine lange Liste an Stücken, um sie dem König zur Auswahl vorzulegen. Das letzte Stück der Liste soll „Pyramus und Thisbe“ sein und die Handwerker vermuten, dass der König dieses auswählen wird und sie für hochgelehrte Leute halten wird.
Zweiter Aufzug
Nachdem der König über das Angebot der Handwerker informiert worden war, spricht Squenz vor der königlichen Familie vor. Dabei ist Squenz nicht ganz klar, wie er sich verhalten soll und missachtet dadurch die Rangfolge, als er sich als „vornehmsten Mann der ganzen Welt“ bezeichnet. Als der König eines der Stücke aus der langen Liste aussuchen soll, erkennt er Squenz’ Übertreibung und verlangt zunächst jedes andere Stück lieber als „Pyramus und Thisbe“. Doch Squenz erfindet für jedes Stück eine Ausrede, warum er und die Handwerker das Stück nicht spielen könnten. Am Ende einigt man sich auf „Pyramus und Thisbe“. Der Hof erwartet, durch die Ungeschicktheit der Gruppe um Squenz belustigt zu werden.
Dritter Aufzug
Nach Verspätung der Handwerker kommt es zur Aufführung, bei der einige „Säue“ (Fehler) passieren, so kommen sie mit dem Text durcheinander, die Reimwörter werden durch andere ersetzt, man reagiert auf Zwischenrufe des Publikums und zwischen Pickelhering und Bulla-Butän kommt es sogar zu einer Prügelei auf der Bühne. Der Hof jedoch amüsiert sich bestens, denn man erwartete das Ungeschick der Handwerker bereits. Am Ende werden die Handwerker großzügig belohnt, denn sie erhalten für jede „Sau“ 15 Gülden vom König.

## Entstehungsgeschichte
Die Absurda Comica geht zurück auf William Shakespeares Komödie Ein Sommernachtstraum (1595/96), in der das „Rüpelspiel“ um Peter Squenz’ Truppe einen der drei Handlungsbögen darstellt. Laut Gryphius ist der eigentliche Verfasser der Altdorfer Professor Daniel Schwenter (1585–1636), der das Stück auch „zum ersten […] auff den Schauplatz geführet […] biß er endlich meinem liebsten Freunde begegnet / welcher ihn besser ausgerustet / mit neuen Personen vermehret / und […] vorstellen lassen“ hat.
Gryphius überarbeitete das Stück und ließ es dann mit seinen Stücken aufführen.

## Struktur
Es handelt sich um eine Spiel-im-Spiel-Funktion, d. h. in die umfassende Bühnenhandlung wird eine theatrale Einlage eingeschoben, die als Theaterspiel nicht nur dem Publikum, sondern auch einigen Bühnenfiguren präsentiert wird, wobei andere Bühnenfiguren als Schauspieler agieren.

## Sprache und Rhetorik
Die Gruppe um Peter Squenz bedienen sich einer derben Sprache in unbeholfenen Knittelversen („Ach Piramus du edles Kraut, wie hast du mir mein Herz zerhaut“) und verstoßen damit gegen den hohen Stil.
Außerdem fluchen und beschimpfen und streiten sich die Handwerker mehrmals im Stück.

## Komik
Durch die aus der Rolle fallenden Handwerker, ihr sprachliches Fehlverhalten, wie auch durch ihre amateurhaften schauspielerischen Darstellungen entsteht Komik.
Sprachlich versucht Squenz’ Gruppe, sich an die Umgangsformen des Hofs anzupassen, dies misslingt und der eigene Bildungsgrad und Stand wird sichtbar. Die nichtvollendeten Knittelverse werden zu einer Art Sprachkomik.
Der Versuch, den tragisch angelegten Stoff aufzuführen, wird durch die „Säue“ unfreiwillig zur Lachnummer. Durch diese immer wieder auftretenden „Säue“ wird die fiktionale Handlung unbewusst durch die Handwerker unterbrochen.
Das Fehlverhalten der Handwerker kommt erst durch die Distanz zu den gebildeten höfischen Personen komisch zum Tragen.

## Ausgaben
- Andreas Gryphius: Absurda Comica oder Herr Peter Squentz. Schimpff-Spiel, in ders.: Dramen (Bibliothek Deutscher Klassiker 67. Bibliothek der frühen Neuzeit 3). Hrsg. und mit Komm. von Eberhard Mannack. Deutscher Klassiker Verlag, Frankfurt am Main 1991, S. 577–619 (Text) und S. 1138–1168 (Kommentar), ISBN 978-3-618-66450-5.
- Andreas Gryphius: Herr Peter Squenz. Modernisierte Ausgabe. Reclams Universal-Bibliothek, Ditzingen 2006, ISBN 978-3-15-000917-8.
- Andreas Gryphius: Absurda Comica oder Herr Peter Squentz. Hrsg. von G. Dünnhaupt und K.-H. Habersetzer. Kritische Ausgabe. Reclam, Ditzingen 2006, ISBN 978-3-15-007982-9.
- Andreas Gryphius: Absurda Comica oder Herr Peter Squentz. Schimpfspiel. Auf der Textgrundlage von G. Dünnhaupt und K.-H. Habersetzer hrsg. von Dirk Niefanger. Studienausgabe. Reclam, Ditzingen 2023, ISBN 978-3-15-014337-7.